# Magnet (Schiff)
Die Magnet, auch SMS Magnet, war ein Torpedokanonenboot der Österreich-Ungarischen Marine (K. u. k. Kriegsmarine), das von 1897 bis 1918 in Dienst stand.
Das 1895 bei Schichau bestellte Boot war bei seiner Auslieferung das schnellste Boot der k.u.k. Kriegsmarine. Die Magnet unterschied sich wesentlich von den vier bis dahin von Schichau gelieferten „Torpedoschiffen“ (drei der Meteor-Klasse und das Einzelboot SMS Satellit). Sie war das einzige Boot, das mit zwei Schornsteinen geliefert wurde. Sie blieb ein Einzelboot mit einer ähnlichen Kampfkraft wie die vor ihr gelieferten sechs „Torpedoschiffe“.
Die Magnet blieb bis 1918 im Küstenschutz in Dienst.

## Baugeschichte
Die k.u.k. Kriegsmarine begann 1885 mit der Auftragsvergabe für Torpedoboote zur Küstenverteidigung. Erster Auftragnehmer war die F. Schichau in Elbing, die 1886 die ersten Boote dieses 78 t verdrängenden Typs mit SMS Sperber und Habicht lieferte. 1888 und 1889 folgten fünf weitere Boote dieses Typs von Schichau, von dem 15 auch in Österreich nachgebaut wurden. Ähnlich den sogenannten „Divisionstorpedobooten“ in Deutschland bestellte die k.u.k. Kriegsmarine dann etwa zeitgleich auch die drei Boote der 360 t verdrängenden Meteor-Klasse als „Torpedoschiffe“ bei Schichau. Hier wurden dann aber auch andere Bewerber der Ausschreibung bedacht. 1891 wurde dann noch die SMS Satellit mit Doppelschrauben-Antrieb bei Schichau bestellt.

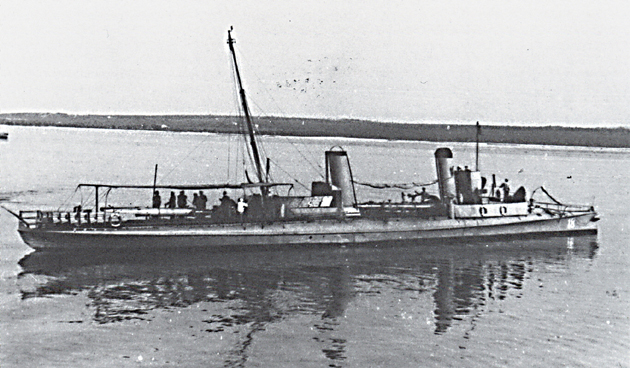
Das zeitgleich bestellte Torpedoboot Natter

1895 erteilte die k.u.k. Kriegsmarine letztmals Schichau einen Auftrag für Torpedoboote. Unter der Baunummer 596 wurde das Torpedokanonenboot Magnet von 485 t und unter Baunummer 597 wurde das Torpedoboot Natter von 134 t. Beide blieben Einzelboote. Schichau lieferte beiden Booten ähnliche Typen an andere Marinen. Die k.u.k. Kriegsmarine beschaffte in der Folgezeit neue Einheiten für ihre Torpedowaffe nach britischen Mustern (Torpedoboote der Cobra- und Kaiman-Klasse, später Zerstörer der Huszár-Klasse).
Die Magnet hatte moderne Wasserrohrkessel der Bauart Thornycroft-Schulz, die mit bis zu 14 atm Druck arbeiteten. Die beiden 3-Zylinder-Dreifach-Expansionsmaschinen leisteten bis zu 5776 PSi leisten. Bei ihren offiziellen Abnahmefahrt erreichte die Magnet  25,97 kn und übertraf die vertraglich geforderte Geschwindigkeit von 24,25 kn erheblich. Bei einem Kohlenvorrat von 105 t sollte dem neuen Boot ein Fahrbereich von 4000 sm bei 10 kn möglich sein.
Bewaffnet wurde das Boot mit sechs 47-mm-L/44-Skoda-Schnellfeuergeschützen, die auf dem Vorschiff, seitlich der Brücke, seitlich des hinteren Schornsteins und weit hinten auf dem Achterschiff aufgestellt waren. Diese Geschütze entsprachen den auf den Vorgängern verwandten Modellen. Die Torpedorohre waren vom Kaliber 45 cm; die Torpedobewaffnung bestand aus zwei drehbaren Rohren seitlich hinter der Brücke und einem Rohr auf dem Achterdeck.
Am 5. Juli 1896 wurde die Magnet übernommen und begann am 14. in Pillau ihre Überführungsfahrt ins Mittelmeer. Am 16. erreichte das Boot Kiel und lief über Gibraltar (22. – 26.) und Korfu (30.7. – 1.8.) zum österreichischen Kriegshafen Pola, wo sie am 2. August 1896 einlief. Das eingetroffene Boot wurde am 4. August in Dienst gestellt und die Ausrüstung des Bootes (Waffen) im dortigen Arsenal vervollständigt.

## Einsatzgeschichte
Die im August 1896 in Pola eingetroffene SMS Magnet begann im März 1897 ihre Abnahmetests mit voller Ausrüstung, bei denen sie 25,35 kn erzielt und auch bei Höchstgeschwindigkeit nur eine relativ kleine Bugwelle erzeugte. Allerdings mussten die Decks im Bereich der Geschütze verstärkt werden und es gab auch einen ersten Kesselschaden. Im September waren die Reparaturen und Nacharbeiten abgeschlossen und am 26. November 1897 wurde das Boot in Dienst gestellt, um im Interventionsgeschwader vor Kreta eingesetzt zu werden.

### Einsatz vor Kreta

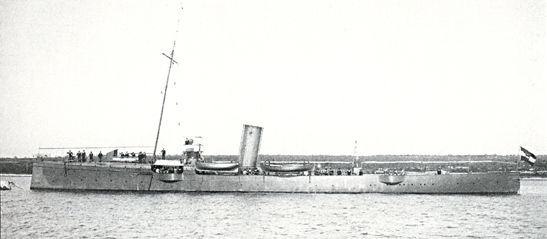
Die SMS Satellit

Die Magnet verlegte ab dem 26. November 1897 als letzte (20.) Einheit noch zum Interventionsgeschwader, das sich langsam in Auflösung befand. Die Torpedoschiffe Blitz und Satellit wurden etwa zeitgleich abgezogen. Die Magnet erreichte über Teodo und Korfu am 3. Dezember die Suda-Bucht, wo die verbliebenen österreichischen Schiffe versammelt waren.
Flaggschiff des österreichischen Interventionsverbandes war inzwischen das neue Küstenpanzerschiff Wien. Dazu kamen der Geschützte Kreuzer Kaiser Franz Joseph I., die Torpedokreuzer Tiger und Leopard, noch die Torpedokanonenboote Blitz und Satellit sowie das Torpedoboot Star und das Werkstattschiff Cyclop.

Die Magnet besuchte vom 18. bis 28. Februar 1898 Smyrna, ehe sie am 12. April die kretischen Gewässer verließ. Sie und das Flaggschiff Wien wurden als letzte Einheiten abgezogen, nachdem der Dampfer Aurora (1869, 1825 BRT) das österreichische Landkontingent (II./IR 87) wieder an Bord genommen hatte und trafen mit dem Truppentransporter am 16. April wieder in Pola ein.

### Weitere Nutzung und Modifikationen
Nach dem Kreta-Einsatz wurde das Boot Flaggschiff der Torpedobootsflottille und nahm an den üblichen Manövern teil. Im Juni 1899 kam es in die Reserve und 1900 wurden die Kessel überholt.

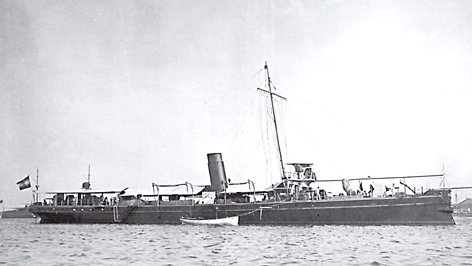
Die in England gebaute SMS Planet

Ab dem 7. April 1901 verlegte die Magnet zusammen mit der Planet über Patras nach Konstantinopel. Seit Anfang Mai in der türkischen Hauptstadt, machten die Boote in der ersten Hälfte des August eine Kreuzfahrt zu den Dardanellen und in der nördlichen Ägäis. Mitte August nach Konstantinopel zurückgekehrt, begannen beide Boote am 4. September die Rückreise, die zwei Monate dauern sollte. Sie liefen entlang der kleinasiatischen und syrischen Küste bis nach Beirut und dann über Zypern, Rhodos, Kreta und die westgriechische und albanische Küste bis zum 2. Oktober zurück nach Pola. Auf dieser Rückfahrt hat die Magnet fünfzehn Häfen angelaufen.
1902 nahm das Boot dann an den üblichen Manövern teil, bei denen in Anwesenheit des Kaisers auch Landungsübungen stattfanden. 1903 folgte die Teilnahme an einer Flottenreise vom 31. März bis zum 2. Juni in einem Geschwader mit dem Linienschiff Habsburg sowie den Küstenpanzerschiffen Wien und Budapest. Längere Aufenthalte gab es vom 9. bis zum 19. März in Piräus, vom 1. bis zum 13. März in Saloniki, wo die Wien als Stationsschiff zurückgelassen wurde, und in Smyrna vom 21. bis 26. Mai. Im Dezember 1903 stellte die Magnet außer Dienst und wurde der Reserve zugeteilt. Erst im Juni 1907 wurde das Boot wieder in Dienst genommen, um an den Sommermanövern teilzunehmen. Während der Zeit in der Reserve waren die Kessel und die Antriebswellen ausgetauscht worden. Auch im folgenden Jahr war das Boot während der Sommermanöver im Dienst. Am 23. April 1909 verließ die Magnet  mit dem Panzerkreuzer Kaiser Karl VI. und dem Kreuzer Zenta Pola, um an einer internationalen Flottendemonstration gegen die Türkei teilzunehmen. Die Magnet und Kaiser Karl VI. verblieben im am 2. Mai erreichten Piräus, während die Zenta zur kleinasiatische Küste detachiert wurde. Die in Piräus verbliebenen Einheiten traten am 5. Juni die Heimreise über Kefalonia an und liefen mit der wieder zum Verband zurückgekehrten Zenta am 10. Juni wieder in Pola ein.
Neuer Stationierungsort für die Magnet wurde am 1. Dezember 1909 Lussin. Im März 1910 wurde das Boot dem sächsischen König Friedrich August zur Verfügung gestellt und machte mit ihm eine Fahrt von Abbaziao um die Halbinsel Istrien nach Triest. Im September 1911 wurde das Boot dann außer Dienst gestellt. Es folgte eine Grundüberholung mit Austausch der Kessel, sorgfältiger Überholung der Maschinen und eine Erweiterung der Brücke.
Im August 1912 wurde das Boot wieder in Dienst gestellt und weiterhin in Lussin stationiert. Im Juni 1913 verlegte die Magnet an die albanische Küste. Von Oktober bis Mitte Dezember wurde das Boot in der Hauptstadt des neuen Staates Albanien, Valona, stationiert, von wo sie auch das italienische Brindisi besuchte. Danach kehrte die Magnet wieder zum Standort Lussin zurück.

### Kriegseinsatz
Bei Kriegsbeginn 1914 ging die Magnet für eine kurze Überholung in die Werft von Porto Ré und wurde ab September zur Sicherung der dalmatinischen Küste eingesetzt. Im November dockte sie in Pola, wo sie mit einer Funkanlage und weiteren Aufbauten versehen wurde.
 1915 wurde sie wieder nach Lussin verlegt und suchte vorrangig nach feindlichen Unterseebooten. Im Juni war sie an der Suche nach dem vom Lohner-Flugboot L 48 über der Insel Asinello in Brand geschossenen italienischen Luftschiffs M 2 Cittá di Ferrara vom Typ Forlanini beteiligt, von dessen neunköpfiger Besatzung das k.u.k. Torpedoboot TB 4 sieben Mann rettete und unverletzt gefangen nahm, während 2 Mann starben.
 Am 30. Juli 1916 lief das italienische Unterseeboot Giacinto Pullino bei starker Strömung und schlechtem Wetter bei der kleinen dalmatinischen Insel Galiola auf. Nachdem alle Befreiungsversuche gescheitert waren, versuchte die Besatzung das Boot zu versenken und nach Italien zu entkommen. Die Besatzung und der getrennt flüchtende Navigationsoffizier des U-Bootes, Nazario Sauro, ein Istrier, der sich bei Kriegsbeginn freiwillig in den Dienst der Italiener gestellt hatte, wurden vom österreichischen Zerstörer SMS Satellit gefangen genommen. Sauro als österreichischer Staatsbürger wurde schon am 10. August hingerichtet. Die Österreicher versuchten gleichzeitig das havarierte U-Boot zu bergen. Zwischen zwei Pontons mit einem Seil gehoben, wurde versucht, die Pontons und das beschädigte U-Boot nach Pola zu schleppen. Gesichert wurde der Verband durch die Magnet und das Torpedoboot TB 4. Allerdings riss die das U-Boot tragende Verbindung zwischen den Pontons auf der Höhe von Cabo Promontore und die Giacinto Pullino sank in tiefem Wasser.
Am Morgen des 2. August 1916 torpedierte das italienische Unterseeboot Salpa die Magnet auf dem Rückmarsch nach Lussin. Einer der vier auf sie gefeuerten Torpedos traf, zerstörte das Heck und riss das Boot bis zur Offiziersmesse auf. Bei dem Torpedotreffer fanden elf Mann sofort den Tod und sieben weitere wurden schwer verletzt. Die Magnet blieb schwimmfähig und konnte schließlich nach Pola eingeschleppt werden. Sie war das Opfer des einzigen erfolgreichen italienischen U-Boot-Angriffs auf ein Kriegsschiff während des Ersten Weltkriegs. Die Salpa war in das Seegebiet geschickt worden, um nach der Giacinto Pullino zu suchen und das Boot gegebenenfalls zu zerstören, um es nicht in die Hände der Österreicher fallen zu lassen.
 Bis zum 21. Dezember wurde die Magnet repariert, wobei das schwer beschädigte Heck zum Teil total entfernt wurde. Das Boot wurde etwa 3 m kürzer und hatte jetzt ein abgerundetes Heck, wie die nach einem Yarrow-Entwurf gebauten Zerstörer an Stelle des bisherigen für Schichau-Boote typischen lang und sehr spitz auslaufenden Hecks. Gleichzeitig wurden die Geschütze erneuert und dabei seitlich der Brücke jetzt 7-cm-L/15-Skoda-Geschütze installiert. Bei dem durchgeführten Seetest erreichte der alte Zerstörer noch 20,23 Knoten.

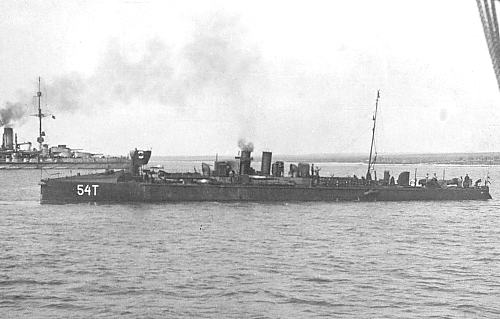
Torpedoboot TB-54 der Kaiman-Klasse

Am 23. Dezember 1916 ging das Boot dann wieder auf seine alte Station Lussin. Hauptaufgabe war der Geleitdienst entlang der Küste und die Abwehr alliierter U-Boote, wobei sie mehrfach U-Boote angriff und beschoss. Von Ende November 1917 bis Anfang Februar 1918 wurde das Boote zwischen Triest und Pola eingesetzt, ehe es bis zum Kriegsende nach Lussin verlegt wurde.
Am 11. August 1918 rettete die Magnet etwa 450 Mann vom Truppentransporter Euterpe (2302 BRT). Das 1886 bei Thompson in Sunderland gebaute Schiff des Österreichischen Lloyd war seit Mai als bewaffneter Truppentransporter zwischen Fiume und Cattaro im Einsatz. Am Morgen des 11. August wurde es etwa eineinhalb Seemeilen vor St. Vito auf der Insel Pago durch das italienische U-Boot F 7 torpediert. 453 Mann starben beim Untergang der Euterpe. Die Magnet wurde bei der Rettung durch die Torpedoboote TB-55 und TB-64 der Kaiman-Klasse unterstützt. Weitere sieben Schiffbrüchige nahm später noch das britische U-Boot HMS C21 auf.

## Endschicksal derMagnet
Die SMS Magnet wurde 1920 Italien zugesprochen, ausgeliefert, aber sofort abgebrochen.